# 散卓筆
散卓筆，是一类传统毛笔。其出现时间存在争议，一般认为是宋代开始在桌子（而非以前的几案）上写字产生的，一说为唐代出现。名称具体意思也有争议，一说“散卓”指纯毫，一说指的是某种特定方法制作的笔头，即“散卓法”。
它在宋朝由宣笔笔工世家诸葛家的诸葛高手下发扬光大。蘇軾称“散卓筆惟諸葛能之，他人學者，皆得其形似而無其法，反不如常筆”，梅堯臣称“筆工諸葛高，海內稱第一”。歐陽脩也對其讚譽有加。